# Fucking Fernand
Fucking Fernand je francouzsko-německý hraný film z roku 1987, který režíroval Gérard Mordillat. Snímek měl světovou premiéru dne 21. října 1987.

## Děj
Francie za německé okupace. Fernand Le Bâtard, dědic Lunettes Le Bâtard, druhého největšího jmění ve Francii, je od osmi let slepý a žije mezi jeptiškami v Institutu du Bon Pasteur. Má v hlavě jen jednu myšlenku - najít ženu, se kterou konečně zažije rozkoš lásky. Bývalý řezník, nyní zločinec na útěku, André Binet, mu toto přání splní tím, že ho zavede k Lotte, majitelce nevěstince.

## Obsazení
| Thierry Lhermitte   | Fernand           |
| Jean Yanne          | André Binet       |
| Martin Lamotte      | La Fouine         |
| Marie Laforêtová    | Lotte             |
| Charlotte Valandrey | Lily              |
| Renée Cariven       | matka představená |
| Zabou Breitman      | prostitutka       |
| Éléonore Hirt       | paní Vincent      |
| Jacques Pater       | Carnier           |
| Pascale Roberts     | Marie-Thérèse     |

## Ocenění
- César: nominace na nejlepší herečku ve vedlejší roli (Marie Laforêtová)